# Aidas Preikšaitis
Aidas Preikšaitis (*  15. Juli 1970 in Akmenė) ist ein ehemaliger litauischer Fußballspieler und Nationalspieler der litauischen Fußballnationalmannschaft.

## Karriere
Der 1,81 Meter große Mittelfeldspieler begann seine Karriere 1990 beim Verein VMFD Žalgiris Vilnius. Sein Debüt gab er beim sowjetischen Fußballpokal. Mit Vilnius gewann er den Litauischen Fußballpokal sowie mehrmals die Meisterschaft. Er stand für sieben Jahre dort unter Vertrag. Von 1997 bis 2004 war er im Ausland aktiv. Anfang 1997 unterzeichnete er einen Vertrag beim Verein Torpedo Moskau. Am 17. März des Jahres debütierte er beim Spiel gegen Schinnik Jaroslawl. Im Rahmen der Premjer-Liga absolvierte er sechs Spiele, beim UEFA Intertoto Cup 1997 16 Spiele und dabei erzielte er ein Tor. Im August 1997 wechselte er zu Kamas Nabereschnyje Tschelny und debütierte bei einem Spiel gegen seinen Ex-Club Torpedo, welches mit 1:3 verloren wurde. Im Winter 1997/98 wechselte er zum polnischen Verein GKS Katowice. Er war in seinem weiteren Verlauf in seiner Karriere abwechselnd in Polen und Deutschland aktiv. Nach Litauen kehrte er zwei Mal zurück, 2001 zum Verein VMFD Žalgiris Vilnius und zum Abschluss seiner Karriere von 2004 bis 2006 bei dem ehemaligen Verein Vėtra Vilnius unter Vertrag. Der Verein wurde 2010 wegen Zahlungsunfähigkeit aufgelöst. 2006 beendete er seine Karriere. Von 1992 bis 2006 absolvierte er 48 Länderspiele in der Litauischen Fußballnationalmannschaft (3 Tore).